# Frieda Paris

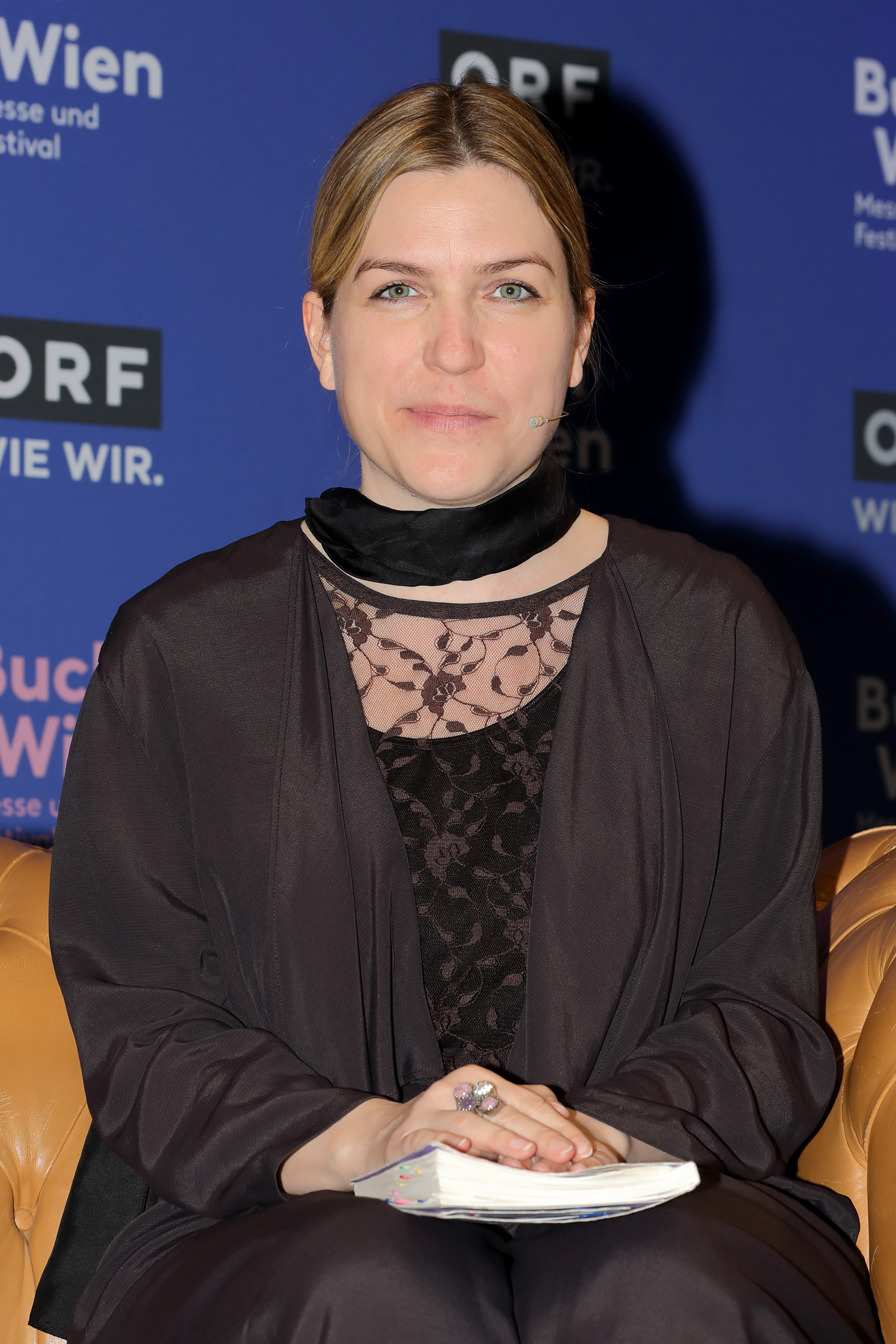
Frieda Paris

Frieda Paris, eigentlich Friederike Schempp (* 21. Oktober 1986 in Ulm, Baden-Württemberg), ist eine deutsche Lyrikerin und Hörspielautorin. Sie lebt als freischaffende Schriftstellerin in Wien.

## Leben
Frieda Paris wuchs in Ulm auf. Sie ist die Tochter des langjährigen Ministerialdirigenten im Staatsministerium Baden-Württemberg Werner Schempp. Ihre späte Schulzeit verbrachte sie an der Heimschule Kloster Wald, wo sie 2006 ihr Abitur machte und 2007 eine Ausbildung zur Gesellin im Damenschneiderhandwerk abschloss.
In Wien und Paris studierte Paris Theater-, Film- und Medienwissenschaft sowie Sprachkunst. An der Universität für angewandte Kunst studierte sie unter anderem bei Monika Rinck, Ulf Stolterfoht, Anja Utler und Uljana Wolf.
2020 nahm Paris am 28. Open Mike in Berlin teil. 2018 und 2022 entstanden ihre Hörspiele Herzbefellt, ein Nachrufen und Ruhepuls, Rom für den Deutschlandfunk Kultur.
Ihr 2024 erschienenes Langgedicht Nachwasser (Edition Azur im Verlag Voland & Quist) beschäftigt sich mit der Frage, was ein Gedicht darf, und setzt sich mit Friederike Mayröckers Nachlass auseinander. Mayröcker spielt in Paris’ Werk wiederholt eine wichtige Rolle. Nachwasser stand auf den Bestenlisten von ORF und SWR und wurde mit dem Debütpreis des Österreichischen Buchpreises ausgezeichnet.

## Werke

### Hörspiele
- 2018: Ruhepuls, Rom – Regie: Anouschka Trocker (Original-Hörspiel – Deutschlandradio, Erstausstrahlung bei Deutschlandfunk Kultur, online)
- 2022: Mit den Co-Autorinnen: Annalisa Cantini, Alexandra Ava Koch, Anna Neata und Felicitas Prokopetz: Fuß auf Blech – Regie: Franziska Stuhr (Originalhörspiel – Deutschlandradio, Erstsendung bei Deutschlandfunk Kultur)[9]
- 2022: Herzbefellt. Lyrischer Nachruf auf Friederike Mayröcker – Regie und Komposition: Ulrike Haage (Hörspiel – Deutschlandradio, Erstsendung bei Deutschlandfunk Kultur; online)

### Lyrik
- Nachwasser. Edition Azur im Verlag Voland & Quist, Berlin/Dresden 2024, ISBN 978-3-942375-69-6.

## Auszeichnungen
- 2020: Einladung zum 28. Open Mike in Berlin
- 2024: Auszeichnung mit dem Debütpreis des Österreichischen Buchpreises[7]
- 2025: Literaturstipendium des Landes Baden-Württemberg
- 2025: PoesieDebütPreis Düsseldorf für Nachwasser[10]